# 175208 Vorbourg
175208 Vorbourg è un asteroide della fascia principale. Scoperto nel 2005, presenta un'orbita caratterizzata da un semiasse maggiore pari a 2,2560010 UA e da un'eccentricità di 0,1026917, inclinata di 2,00312° rispetto all'eclittica.